# 1968
Évszázadok: 19. század – 20. század – 21. század
Évtizedek: 1910-es évek – 1920-as évek – 1930-as évek – 1940-es évek – 1950-es évek – 1960-as évek – 1970-es évek – 1980-as évek – 1990-es évek – 2000-es évek – 2010-es évek
Évek: 1963 – 1964 – 1965 – 1966 –  1967 – 1968 – 1969 – 1970 – 1971 – 1972 – 1973

## Események

### Január
- január 1.
  - Magyarországon életbe lép az új gazdasági mechanizmus.[1]
  - A korábban önálló fővárosi közlekedési vállalatok összevonásával megalakítják a Budapesti Közlekedési Vállalatot.
- január 3–5. – Csehszlovákia Kommunista Pártja (CSKP) Központi Bizottságának tanácskozásán felmentik tisztségéből Antonín Novotný első titkárt és Alexander Dubčeket választják utódául. (A CSKP-ben és a társadalomban kezdetét veszi a „prágai tavaszként” ismert demokratizálási folyamat.)[2]
- január 9. – Aczél György és Sándor József megbeszéléseket folytat Rákosi Mátyással esetleges hazatérése feltételeiről. (Rákosi levélben lemond a politikai tevékenységről.)[3]
- január 19. – Az USA és a Szovjetunió a genfi Leszerelési Konferencián beterjeszti az atomsorompó-szerződés tervezetét.[4]
- január 21. – Josef Smrkovský csehszlovák erdő- és vízgazdálkodási miniszter a Práce című napilapban cikket tesz közzé a demokratizálás szükségességéről.[2]
- január 31. – A Német Szövetségi Köztársaság ismét felveszi a diplomáciai kapcsolatokat Jugoszláviával.[5]

### Február
- február 4. – Komáromban Alexander Dubček találkozik Kádár Jánossal.[2]
- február 6. – A Magyar Szocialista Munkáspárt Politikai Bizottsága (MSZMP PB) – kockázatosnak tartva az „akciót” – halasztó döntést hoz Rákosi hazahozatala ügyében.[3]
- február 12. – A Phong Nhị-i és Phong Nhất-i mészárlás, dél-koreai katonák háborús bűntette a vietnámi háborúban, Dél-Vietnámban
- február 13. – A csíkszeredai és környékén élő lakosság tüntetésekbe kezd, azért, hogy Hargita megye székhelye Csíkszereda legyen.[6] (A román hadsereget a városba vezénylik, fennállt az erőszakos oszlatás veszélye, de végül is sikerült békésen megoldani a problémát.)
- február 16. – Romániában megszavazzák az ország új közigazgatási beosztásáról szóló törvényt. Megszűnik a Maros-Magyar Autonóm Tartomány, a helyén létrejött Maros, Hargita és Kovászna megye.[7][8]
- február 25. – A Hà My-i mészárlás során dél-koreai katonák újabb 135 vietnámi civilt gyilkolnak meg

### Március
- március 12. – A Csemadok javaslatot terjeszt elő a nemzetiségi kérdés igazságosabb megoldására, mindenekelőtt nemzetiségi bizottság létrehozását és részleges kulturális autonómia megadását kérik.[2]
- március 16. – A Mỹ Lai-i mészárlás Dél-Vietnámban, melyben amerikai katonák félezer fegyvertelen vietnámi civilt gyilkolnak meg egy dél-vietnámi faluban
- március 17. – Londonban, a Vietnámi Szolidaritási Kampány (VSC) aktivistái első alkalommal szerveznek tüntetést – melyen közel 25 ezren vesznek részt – tiltakozásul az USA vietnámi beavatkozása és háborús politikája ellen. (A Ho Si Minh észak-vietnámi elnök nevét kántáló tüntetők egy csoportja megpróbált erőszakkal betörni az amerikai nagykövetség területére. A második, október 27-ei tüntetés nagyobb szabású, de kevésbé konfrontatív volt, mivel a rendőrség jobban felkészült a több mint 100 ezer fősre becsült tömeg fogadására.)[9]
- március 21–22. – A csehszlovák szakszervezetek vezetőségének ülésén a reformerek jutnak vezető szerephez.[2]
- március 22.
  - Lemond tisztségéről Antonín Novotný csehszlovák köztársasági elnök.[2]
  - Megkezdődnek a párizsi diáklázadások
- március 23. – Bulgária, Csehszlovákia, Lengyelország, Magyarország, az NDK és a Szovjetunió képviselőinek drezdai tanácskozásán a „testvéri országok” felszólítják a CSKP vezetőségét a „negatív tendenciák” felszámolására.[2]
- március 27. – Rossz időjárási viszonyok között lezuhan a 34 éves Jurij Gagarin MiG–15-ös vadászgépe. (A balesetben az első űrhajós mellett életét vesztette Vlagyimir Szerjogin tesztpilóta is.)[10]
- március 30. – A csehszlovák nemzetgyűlés Ludvík Svobodát választja köztársasági elnökké.[2]

### Április
- április 1–5. – A CSKP KB elemzi a társadalomban kialakult helyzetet – ahol spontán mozgalmak, nem a párt irányítása alatt álló szervezetek jöttek létre – és a demokratizálás folytatása mellett kötelezi el magát.[2]
- április 2. – Andreas Baader, Gudrun Esslin és társaik felgyújtanak két frankfurti áruházat.[11]
- április 2–10. – Nyikita Hruscsov vezetésével szovjet küldöttség tárgyal a Magyar Szocialista Munkáspárt (MSZMP) vezetőivel. (A szovjet pártfőtitkár részt vesz a Felvonulási téren [ma: '56-osok tere] rendezett április 4-ei „felszabadulás ünnepén”; felszólalásában az atomkísérletek megszüntetéséről beszél.)[12]
- április 4. – Memphis (Tennessee) városában agyonlövik Martin Luther King afroamerikai polgárjogi politikust.
- április 6.
  - Elfogadják a Német Demokratikus Köztársaság új alkotmányát.[13]
  - Megnyílik a magyarországi Nagylak és romániai Nagylak közötti határátkelőhely.[7]
- április 8. – Csehszlovákia új miniszterelnöke Oldřich Černík.[2]
- április 10. – Megjelenik a CSKP akcióprogramja, mely a társadalmi élet demokratizálását, a cseh-szlovák viszony rendezését és a nemzetiségi sérelmek orvoslását ígéri.[2]
- április 10. – Berlinben Josef Bachmann építőipari munkás merényletet követ el Rudi Dutschke diákvezér ellen. (Dutschke túléli, de súlyos agysérülései nem gyógyulnak meg teljesen.) A merénylet következtében több egyetemi városban tüntetésekre kerül sor.[14]
- április 22–25. – Az RKP KB ülése, ami a szocializmus építése folyamán elkövetett hibákkal foglalkozik, Nicolae Ceaușescu itt nyíltan bírálja a Gheorghe Gheorghiu-Dej idejében, az ő személyes irányításával elkövetett törvénytelenségeket.[15] Az ülésen rehabilitálják Lucrețiu Pătrășcanut.[16]
- április 28–30. – Tito moszkvai látogatása során hangot ad a csehszlovákiai fejleményekkel kapcsolatos, a szovjet vezetésétől eltérő véleményének.[17]

### Május
- május 3. – A csehszlovák nemzetgyűlés jóváhagyja a Černík-kormány programnyilatkozatát[2]
- május 4. – Alexander Dubček vezetésével Moszkvában gazdasági tárgyalásokat folytató csehszlovák küldöttséget a szovjet vezetés ismét az „ellenforradalmi veszély” elhárítására inti.[2]
- május 30. – A Német Szövetségi Köztársaságban a Bundestag elfogadja a szükségállapotra vonatkozó törvényeket.[11]

### Június
- június 2–10. – Diáklázadás Belgrádban és más jugoszláv egyetemi városokban. (A Jugoszláv Kommunisták Szövetsége (JKSZ) vezetősége úgy ítéli meg, hogy az ország szociális ellentmondásai váltották ki a nyugtalanságot, Tito reformintézkedéseket ígér.)[17]
- június 5. – Los Angelesben merénylet áldozata lett Robert F. Kennedy elnökjelölt, az egykori elnök öccse.
- június 17. – Megkezdik a Coca-Cola magyarországi gyártását a Magyar Likőripari Vállalat kőbányai üzemében.[18]
- június 20. – A szlovák nacionalista körök által szeparatizmussal vádolt Csemadok nyilatkozatban utasítja el a vádakat, és hangsúlyozza, hogy csupán az alapvető emberi és nemzetiségi jogok biztosítását tekinti feladatának.[2]
- június 24–25. – Az Észak-atlanti Tanács reykjavíki miniszteri ülésén áttekintik a Berlinbe vezető utakra vonatkozó intézkedéseket, és kiadják a kölcsönös és kiegyensúlyozott haderőcsökkentésről szóló nyilatkozatot.[4]
- június 24–26. – A csehszlovák nemzetgyűlés törvényt fogad el a föderatív államjogi elrendezésről és az ’50-es években törvénytelenül elítéltek bírói rehabilitációjáról.[2]
- június 27. – A vezető csehszlovák ellenzéki sajtóorgánummá lett Literární listy – és más lapok – közzéteszi a 2000 szó című felhívást, mely értékeli a demokratizálás eddigi vívmányait, és figyelmeztet a reformot fenyegető veszélyekre. (A felhívás megjelentetése intenzívebbé teszi a „testvéri országok” – mindenekelőtt a Szovjetunió és az NDK – Csehszlovákia-ellenes sajtókampányát.)[2]

### Július
- július 1.
  - Aláírják a nukleáris fegyverek elterjedésének megakadályozását célzó atomsorompó-szerződést.[19]
  - Magyarországon áttérnek a 44 órás munkahétre.
- július 8. – A CSKP elnöksége visszautasítja az öt szocialista ország javaslatát, hogy közösen tárgyaljanak a csehszlovákiai eseményekről, és kétoldalú tárgyalásokat javasol. (Az öt ország képviselői július 14-15-én Varsóban tárgyalnak, és levélben fejezik ki aggodalmukat a csehszlovákiai fejlődés miatt.)[2]
- július 9. – Szegeden fény derül Elek Margit sorozatgyilkosságára
- július 12. – Spanyolországban egy határozat az „állam második embere” címmel ruházza fel János Károly trónörököst. (Azonban a határozat nem fogalmaz pontosan, hogy ki is lesz a trón örököse, de ezzel egy időben János Károly egyre gyakrabban jelenik meg a hivatalos eseményeken Franco tábornok oldalán.)[20]
- július 29.–augusztus 1. – A szlovákiai Ágcsernyőn a legfelsőbb csehszlovák és szovjet vezetők tárgyalásán a csehszlovák fél ígéretet tesz több szovjet követelés teljesítésére, úm. a sajtó „kordában tartása”, a két legnagyobb „ellenforradalmi szervezet” betiltása.[2]

### Augusztus
- augusztus 3. – Pozsonyban az öt szocialista ország és Csehszlovákia közös nyilatkozatban hangsúlyozza, hogy a szocializmus védelme „közös internacionalista kötelesség”.[2]
- augusztus 9–11. – Tito Prágában támogatást ígér Dubček reformirányvonalának.[17]
- augusztus 17. – Alexander Dubček Komáromban ismét találkozik Kádár Jánossal, aki burkoltan figyelmezteti a külső beavatkozás veszélyére.[2]
- augusztus 18. – A Vas megyei Borgátán felavatják az ország első hévízművét. (A 47 °C-os vizet kezdetben fürdési célra, később hajtatóház és csibenevelő üzemeltetésére hasznosították.)[21]
- augusztus 20. – A Varsói Szerződés csapatai szovjet vezetéssel 200 000 katonával, 5000 harckocsival lerohanják Csehszlovákiát, hogy véget vessenek a (prágai tavasz néven emlegetett) demokratikus folyamatnak. Az invázióban a szovjet csapatok mellett jelentősebb lengyel, magyar, és inkább jelképesen bolgár erők vettek részt.[4] Az NDK csapatai a Varsói Szerződés főparancsnokának utolsó pillanatban hozott döntése alapján maradtak ki a hadműveletből.
- augusztus 21.
  - A CSKP és az állam több vezetőjét a megszállók letartóztatják és Moszkvába szállítják.[2]
  - A belgrádi vezetés elítéli a Varsói Szerződés csehszlovákiai invázióját[17]
  - Bukarestben Nicolae Ceaușescu román elnök százezres, a csehszlovákiai intervenció ellen tiltakozó tömeg előtt elmondott beszédében elítéli a csehszlovák belügyekbe való beavatkozást.[22]
- augusztus 22. – Prágában sor kerül a CSKP sebtében összehívott XIV., rendkívüli kongresszusára, és az egybegyűltek egyértelműen szembeszállnak a megszállással.[23]
- augusztus 23–26. – Az elhurcolt csehszlovák vezetőket Moszkvában a szovjet feltételek elfogadására kényszerítik (többek között ígéretet kell tenniük az „antiszocialista erőkkel” való leszámolásra).[24]
- augusztus 26–28. – A Szlovák Kommunista Párt rendkívüli kongresszusán a szovjetbarát orientációt képviselő Gustáv Husákot választják első titkárának.[24]

### Szeptember
- szeptember 8. – Gustáv Husák a Csemadok ülésén ígéretet tesz a nemzetiségi törvény kidolgozására.[24]
- szeptember 12. – Albánia lemond a Varsói Szerződésbeli tagságáról.[4]
- szeptember 18. – Jugoszláviában egy új, költségnövekedéssel járó védelmi tervezetet fogadnak el, részben a macedón kérdés élesedése miatt.[17]

### Október
- október 2. – A tlatelolcói mészárlás során több száz diákot ölnek meg Mexikóban
- október 11. – Jugoszláv–nyugatnémet vendégmunkás–egyezmény.[17]
- október 18. – A csehszlovák nemzetgyűlés jóváhagyja a szovjet csapatok ideiglenes csehszlovákiai jelenlétéről szóló szerződést.[24]
- október 27. – A csehszlovák nemzetgyűlés elfogadja az ország föderatív elrendezéséről szóló törvényt, ugyanakkor megszavazzák a nemzetiségi jogokat rögzítő alkotmánytörvényt.[24]
- október 31. – Lyndon B. Johnson amerikai elnök elrendeli az észak-vietnámi bombázások befejezését.

### November
- november 5. – Az Egyesült Államok elnökválasztásán a republikánus Richard M. Nixon aratott győzelmet.
- november 13–14. – Megalakul az Eurocsoport.[4]
- november 15–16. – Az Észak-atlanti Tanács elítéli a csehszlovákiai szovjet akciót, amelyet az Egyesült Nemzetek Alapokmányának alapelveivel ellentétesnek minősít és figyelmeztetést intéz a Szovjetunióhoz.[4]
- november 19–21. – Háromnapos tiltakozó diáksztrájk egész Csehszlovákiában.[24]
- november 23–24. – Csehszlovákiai magyar értelmiségek találkozója a Magas-Tátrában.[24]
- november 27. – Diáktüntetések Koszovóban. (Az albán nacionalizmus első nyílt jelentkezése 1945 óta.)

### December
- december 1. – A szegedi Csillagbörtönben kivégzik Kovács Pétert, a martfűi rémként elhíresült sorozatgyilkost.
- december 18. – Újabb alkotmánymódosítások Jugoszláviában.

### Határozatlan dátumú események
- május–június: Diáklázadások(wd), kapitalizmus ellenes zavargások és tömegmegmozdulások Franciaországban.[25]

## Az év témái

### 1968 az irodalomban
- Fábry Zoltán: Stószi délelőttök.
- Bohumil Hrabal: Morytáty a legendy (Véres történetek és legendák).
- Örkény István: Egyperces novellák.

### 1968 a művészetben, kultúrában és divatban
- március 30. – Amszterdamban megnyitja kapuit a Paradiso, a város egyik legismertebb szórakozóhelye.[26]
- Carlos Castaneda Don Juan tanításai című könyve az ellenkultúra egyik bestsellere lesz, és a figyelem középpontjába állítja a tradicionális kultúrák droghasználati szokásait.

### 1968 a sportban
- október 12. - október 27. XIX. Nyári olimpiai játékok – Mexikóváros, Mexikó. 112 ország részvételével.
- február 6. - február 18. X. Téli olimpiai játékok – Grenoble, Franciaország. 37 ország részvételével.
- A Ferencváros nyeri az NB 1-et. Ez a klub 21. bajnoki címe.

### 1968 a tudományban
- december 24. – Az Apollo–8 amerikai űrhajó három emberrel a fedélzetén Hold körüli pályára áll.

### 1968 a vasúti közlekedésben
- Az 1968-as közlekedéspolitikai koncepció.
- december 22. – A Békéscsabára tartó 6616/a sz. mentesítő gyorsvonat Mendét elhagyva Pusztaszentistván megállóhely közelében frontálisan összeütközött az 5565 sz. tehervonat mozdonyának „B” végével. A tehervonat mozdonya és 13 kocsija, a gyorsvonat mozdonya és két kocsija kisiklott. A vonatszerencsétlenségnek 43 halálos és 66 sérült áldozata volt.

### 1968 a zenében
- március 28. – A Broadwayn bemutatják a Hair című musicalt.
- Újraindítják az 1960-ban leállított Gibson Les Paul elektromos gitár gyártását.
- Megalakul a Smile, a Queen együttes elődzenekara.
- Megalakul a Deep Purple.

#### Fontosabb magyar albumok
- Illés: Nehéz az út
- Kovács Kati: Ne lépd át a küszöbömet
- Omega: Trombitás Frédi és a rettenetes emberek

#### Fontosabb külföldi albumok
- The Band: Music from Big Pink
- Creedence Clearwater Revival . Creedence Clearwater Revival
- Cher: Backstage
- The Beatles: The Beatles
- The Beach Boys: Friends
- The Monkees: The Birds, the Bees, & the Monkees / Head
- Frank Sinatra: Francis A. & Edward K. / The Sinatra Family Wish You a Merry Christmas / Cycles
- Fleetwood Mac: Fleetwood Mac / Mr. Wonderful
- Bee Gees: Horizontal / Idea
- The Animals: The Twain Shall Meet / Every One of Us / Love Is
- Janis Joplin: Cheap Thrills
- The Jimi Hendrix Experience: Electric Ladyland
- Ike & Tina Turner: So Fine
- Nancy Sinatra: Nancy & Lee / The Sinatra Family Wish You a Merry Christmas
- Cream: Wheels of Fire
- The Doors: Waiting for the Sun
- Pink Floyd: A Saucerful of Secrets
- Jethro Tull: This Was
- Deep Purple: Shades of Deep Purple
- Simon and Garfunkel: Bookends
- Steppenwolf: Steppenwolf
- Johnny Cash: Live at Folsom Prison
- The Rolling Stones: Beggars Banquet

## Születések

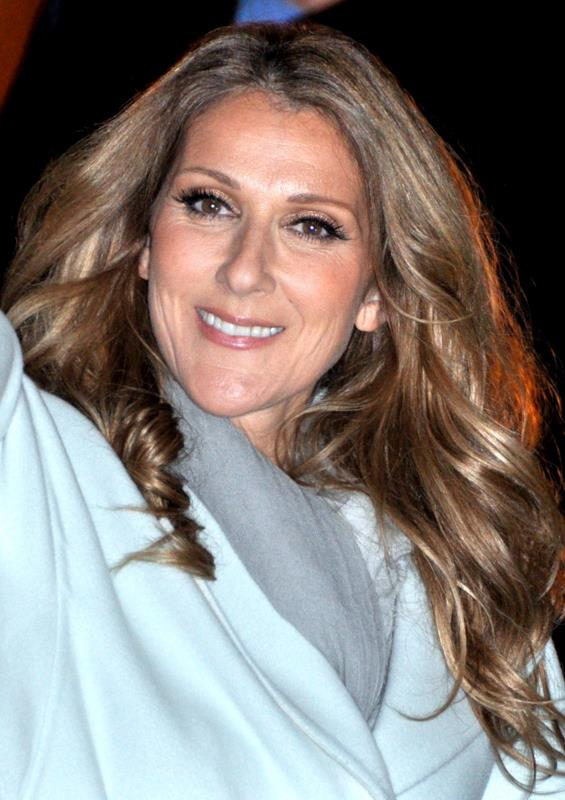
Céline Dion

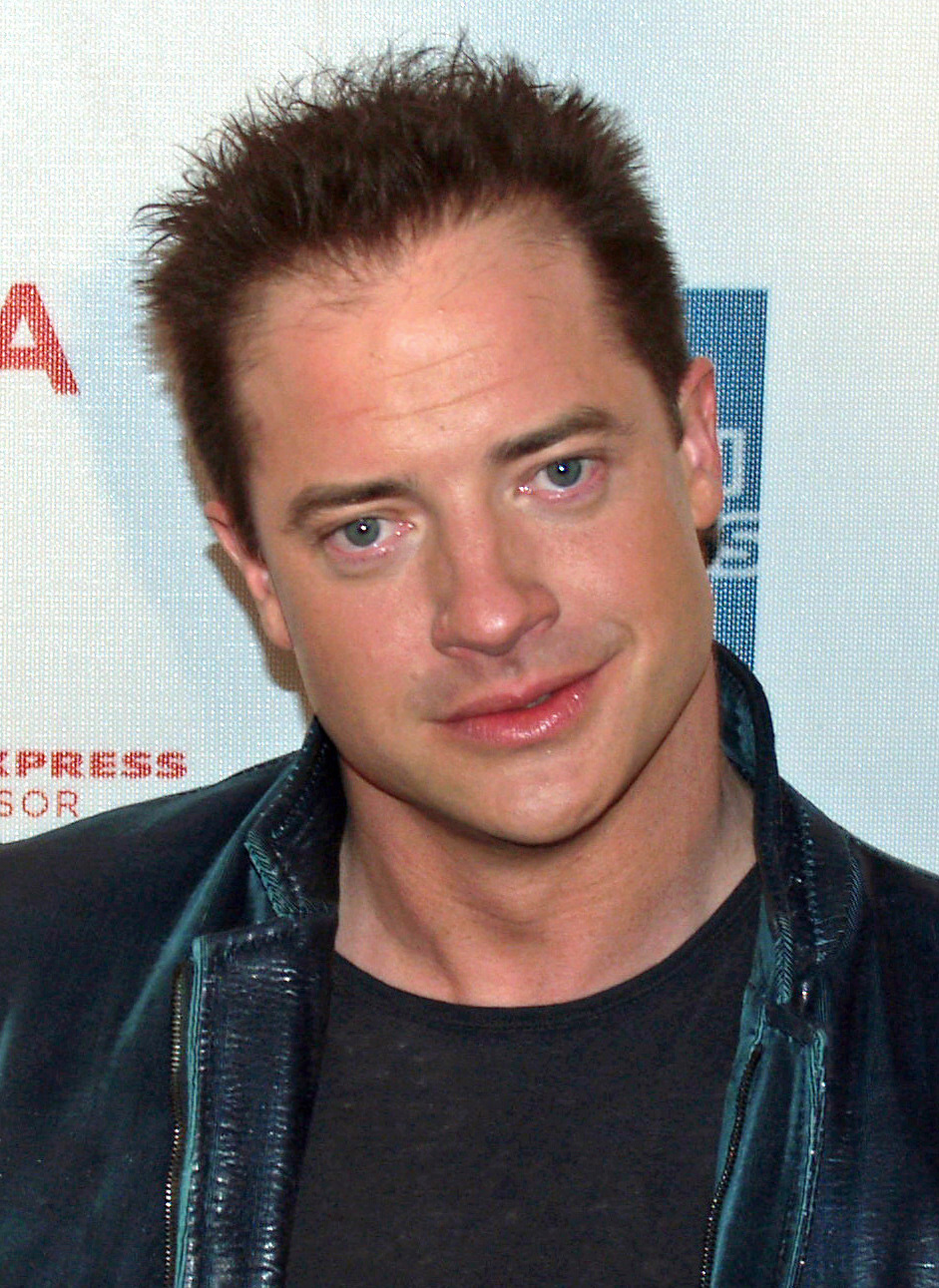
Brendan Fraser

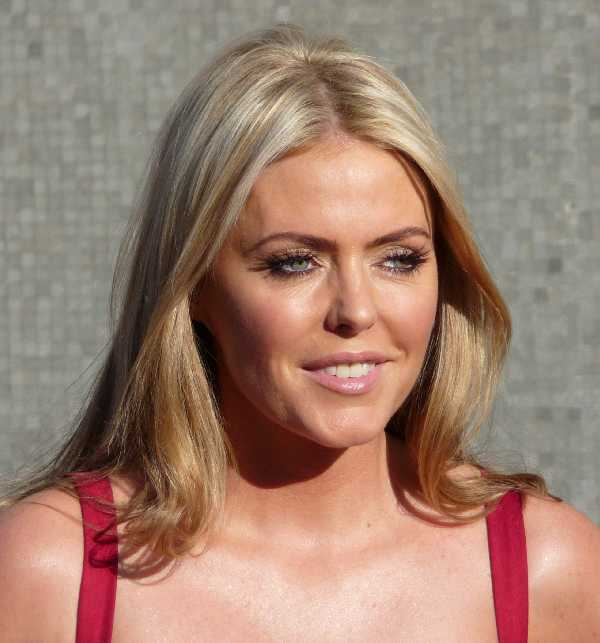
Patsy Kensit

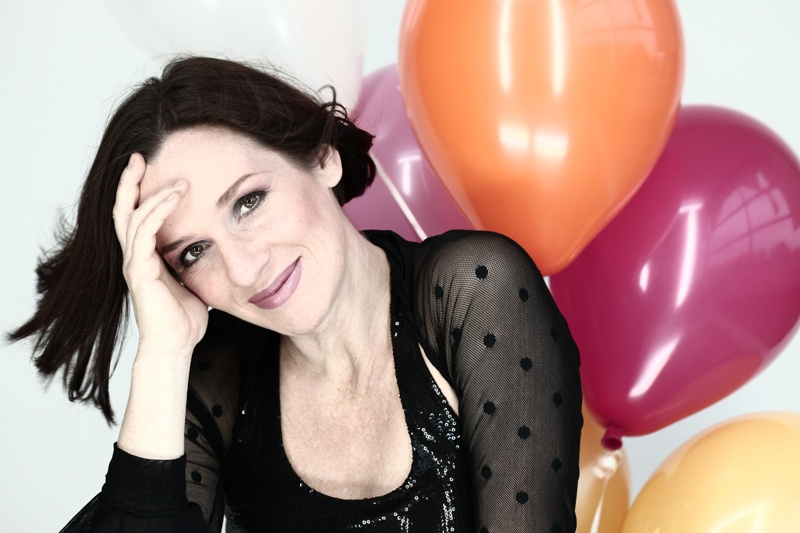
Malek Andrea

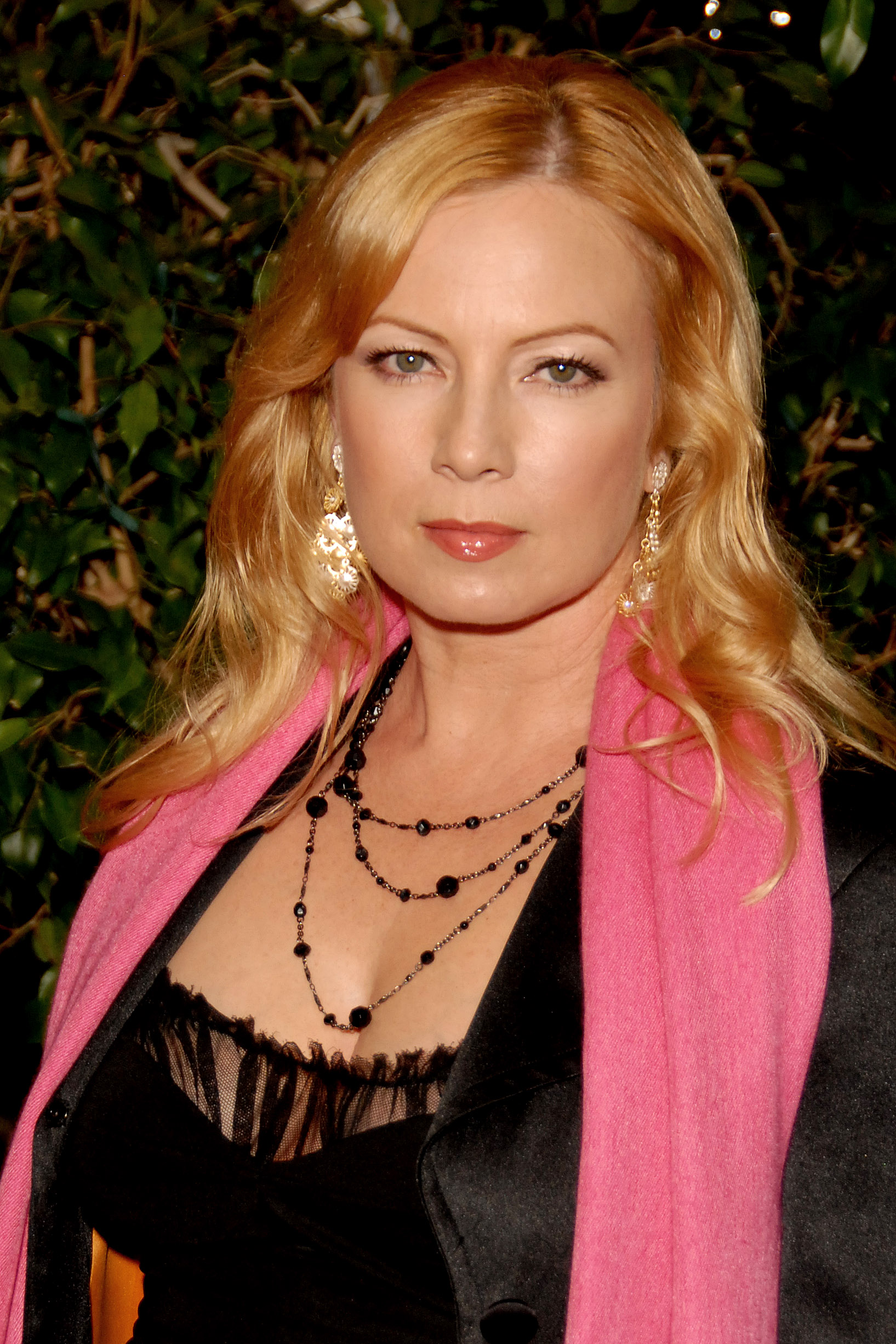
Traci Lords

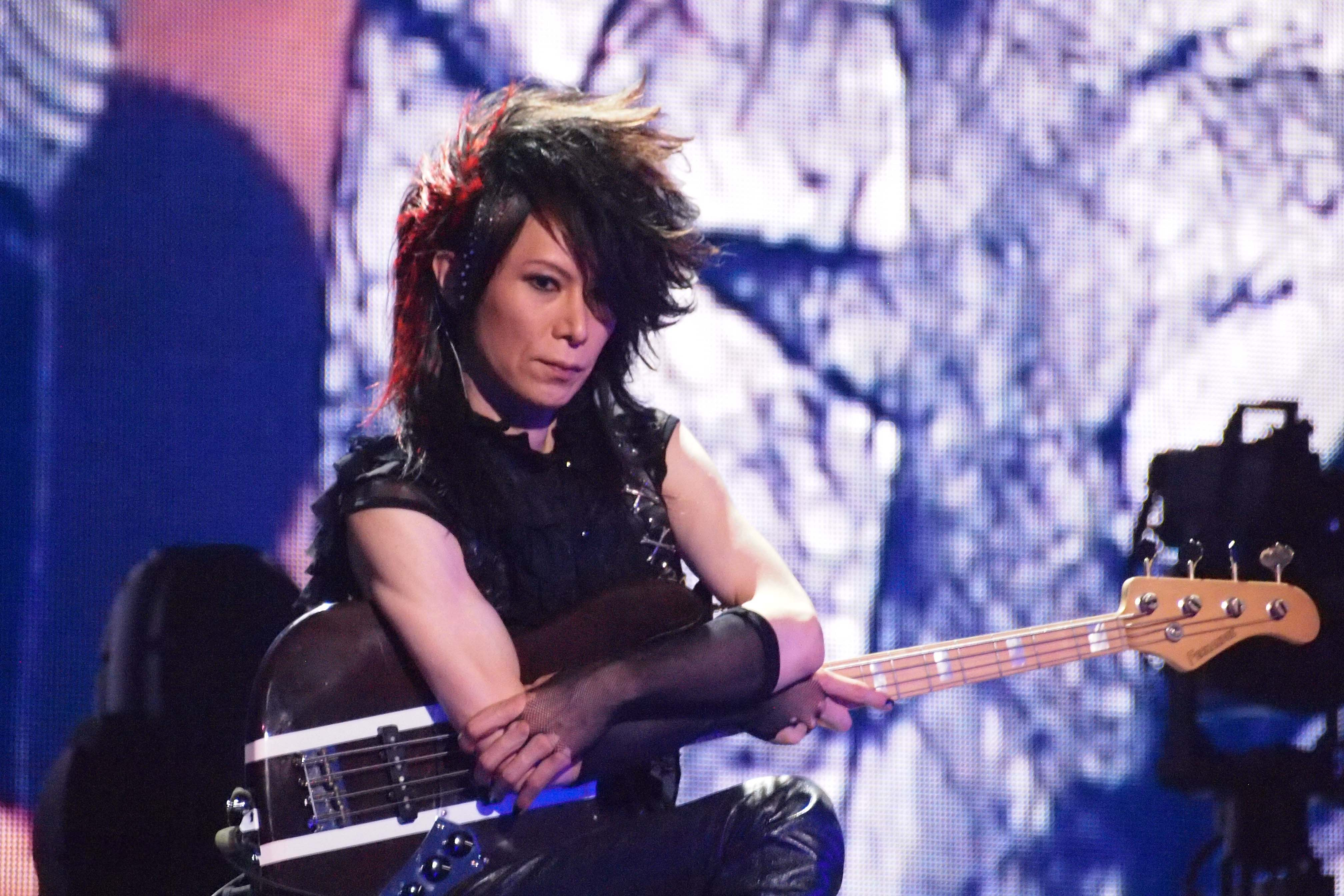
Heath

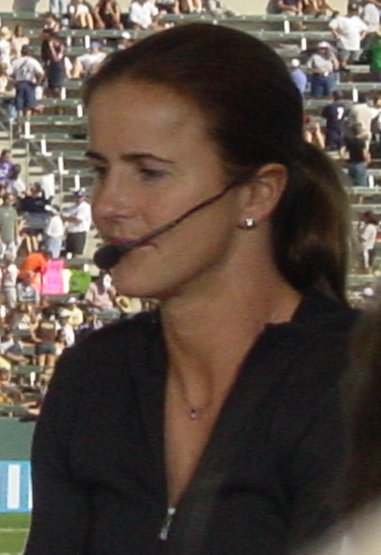
Brandi Chastain

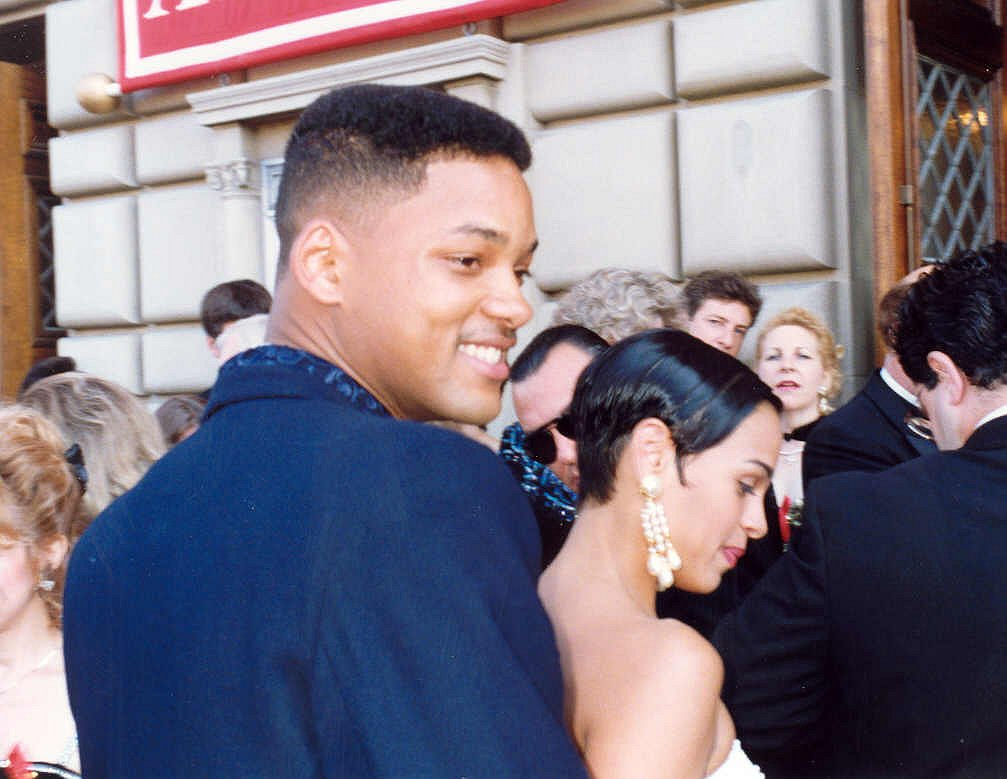
Will Smith

- január 1. – Davor Šuker horvát labdarúgó
- január 1. – Rick J. Jordan, a Scooter együttes billentyűse
- január 5. – Giorgi Baramidze grúz politikus, miniszterelnök-helyettes
- január 5. – DJ BoBo svájci énekes, táncos, dalszövegíró
- január 10. – Repka Attila olimpiai bajnok birkózó
- január 13. – Mihai Leu román ökölvívó, raliversenyző († 2025)
- január 20. – Muhammetkali Abulgazijev kirgiz politikus, kormányfő
- január 22.
  - Bartis Attila író, fotográfus
  - Heath (Morie Hirosi) japán zenész, az X Japan együttes basszusgitárosa
- január 28. – Börcsök Enikő Jászai Mari-díjas magyar színésznő, érdemes és kiváló művész († 2021)
- január 30. – VI. Fülöp spanyol király
- február 1. – Petrás János, a Kárpátia zenekar énekese, basszusgitárosa
- február 1.- Lisa Marie Presley, amerikai énekesnő, Elvis Presley énekes-színész és Priscilla Presley színésznő egyetlen gyermeke.
- február 12. – Josh Brolin, amerikai színész, rendező, producer
- február 14. – Ľubomír Galko szlovák politikus, védelmi miniszter
- február 18. – Molly Ringwald, amerikai színésznő, énekesnő és író
- február 19. – Lukács Laci a Tankcsapda egyik alapítója, énekes-basszusgitárosa
- március 4. – Daniel Craig, angol színész
- március 4. – Patsy Kensit, brit színésznő
- március 5. – Bajnai Gordon közgazdász, politikus, miniszterelnök
- március 7. – Erőss Zsolt hegymászó († 2013)
- március 13. – Malek Andrea színésznő, énekesnő
- március 15. – Sabrina Salerno, olasz énekesnő, színésznő, modell, producer
- március 20. – Joao Ntyamba, angolai atléta
- március 21. – Nagy Zsolt magyar labdarúgó, kapus († 2024)
- március 23. – Fernando Hierro spanyol labdarúgó
- március 30. – Céline Dion kanadai énekesnő
- április 6. – Kovács Ákos, Kossuth-díjas énekes, zeneszerző, költő
- április 17. – Porga Gyula politikus, Veszprém polgármestere
- április 19. – Nemes Zoltán karikaturista
- április 23. – Ujj Mészáros Károly filmrendező, forgatókönyvíró, filmproducer
- április 24. – Kardos M. Róbert színész
- május 7. – Traci Lords, amerikai pornószínésznő, filmszínésznő
- május 12. – Tony Hawk, amerikai gördeszkás
- május 27. – Maama Lolohea, tongai súlyemelő
- május 28. – Kylie Minogue énekesnő, színésznő
- Június 1. – Jason Donovan
- június 4. – Sándor Zsolt ezredes, a 25/88. könnyű vegyes zászlóalj volt parancsnoka
- június 4. – Komóczi Mihály magyar klinikai szakpszichológus, igazságügyi szakértő
- Június 10. – Bill Burr, amerikai színész, komikus
- június 21. – Hetessy Csaba zeneszerző
- június 27. – Bertalan Ágnes Jászai Mari-díjas magyar színésznő, szinkronszínész
- július 4. – Mark Lenzi olimpiai bajnok amerikai műugró († 2012)
- július 7. – Öveges Enikő nyelvész
- július 15. – Leticia Calderón mexikói színésznő
- július 16. – Rajkai Andrea háromszoros világbajnok és ötszörös Európa-bajnok taekwondózó
- július 21. – Brandi Chastain
- július 26. – Frédéric Diefenthal francia színész, producer
- július 27. – Julian McMahon ausztrál színész
- július 30. – Terry Crews, amerikai színész, egykori NFL játékos
- augusztus 2. – Stefan Effenberg német labdarúgó
- augusztus 2. – Kisfalvi Krisztina magyar színésznő, szinkronszínész
- augusztus 5. – Marine Le Pen, francia politikus
- augusztus 7. – Csapó Virág, magyar színésznő
- augusztus 9.
  - Gillian Anderson
  - Eric Bana ausztrál színész
- augusztus 14. – Farkas Péter olimpiai bajnok birkózó
- augusztus 17. – Helen McCrory, brit színésznő
- augusztus 22. – Horst Skoff osztrák teniszező († 2008)
- augusztus 23. – Bagi Dániel történész, polonista, dzsesszzongorista
- szeptember 5. – Szűcs Gábor magyar (gyerek)színész
- szeptember 11. – Jáksó László műsorvezető
- szeptember 16. – Marc Anthony, amerikai énekes, zeneszerző
- szeptember 17. – Tito Vilanova spanyol labdarúgó, edző († 2014)
- szeptember 17. – Keleti Andrea műsorvezető, rendező, szerkesztő riporter
- szeptember 17. – Anastacia amerikai énekesnő, dalszövegíró, és zenei producer
- szeptember 20. – Závodszky Noémi magyar színésznő, szinkronszínész
- szeptember 23. – Horváth Mariann, hatszoros világbajnok és kétszeres Európa-bajnok magyar párbajtőrvívó, sportkommentátor
- szeptember 25. – Will Smith, amerikai színész
- szeptember 28. – Naomi Watts angol származású ausztrál színésznő
- szeptember 28. – Mika Häkkinen finn autóversenyző, Formula–1-es világbajnok
- október 12. – Hugh Jackman, ausztrál filmszínész, filmproducer, színházi színész és tévés szereplő
- október 22. – Shaggy, amaicai-amerikai zenész, énekes
- november 6. – Alexander Tchigir német vízilabdázó
- november 11.
  - Fülöp László televíziós műsorvezető, szerkesztő
  - Kim Jongha dél-koreai író
- november 14. – Dózsa Zoltán, színész
- november 18. – Owen Wilson amerikai színész és forgatókönyvíró
- november 30. – Anca Boagiu román politikus, miniszter
- december 2. – Lucy Liu amerikai színésznő
- december 3. – Brendan Fraser, amerikai színész, a A múmia főszereplője
- december 5. – Kövesfalvi István magyar labdarúgó
- december 12. – Nagyszentpéteri Miklós magyar balettművész

## Halálozások
- január 11.
  - Seress Rezső, zeneszerző, zongorista (* 1889)
  - Cseh-Szombathy László magyar orvos, egészségpolitikus (* 1894)
- április 4. – Martin Luther King, amerikai baptista lelkész, polgárjogi vezető, Nobel-békedíjas (* 1929)
- április 5. – Csordás Lajos olimpiai bajnok labdarúgó, edző (* 1932)
- április 25. – Gróf Stomm Marcel honvéd altábornagy, II. világháborús hadtestparancsnok (* 1890)
- május 11. – Kertai György geológus, az alföldi szénhidrogén-kutatás elméleti megalapozója, az MTA tagja (* 1912)
- május 14. – Husband Edward Kimmel amerikai ellentengernagy (* 1882)
- június 6. – Robert F. Kennedy, a Demokrata Párt elnökjelöltje (merényletben) (* 1925)
- június 7. – Fjodor Vasziljevics Tokarev, szovjet–orosz fegyvertervező (* 1871)
- június 18. – Nikolaus von Falkenhorst német tábornok, a Weserübung hadművelet kidolgozója (* 1885)
- június 22. – Benárd Ágost, orvos, keresztényszocialista politikus (* 1880)
- július 4. – Hermann-Bernhard Ramcke a náci Németország ejtőernyős parancsnoka (* 1889)
- július 16. – Keserű Ferenc olimpiai bajnok vízilabdázó (* 1903)
- augusztus 3. – Konsztantyin Konsztantyinovics Rokosszovszkij szovjet és lengyel marsall, Lengyelország honvédelmi minisztere (* 1896)
- augusztus 19. – George Gamow, fizikus (* 1904)
- szeptember 1. – Gábor Jenő, festőművész (* 1893)
- szeptember 2. – Kántor Mihály tanító, néprajzi gyűjtő (* 1885)
- szeptember 2. – Jánosi Ferenc református lelkész, tanár, miniszterhelyettes, a Hazafias Népfront első főtitkára, a Petőfi Irodalmi Múzeum igazgatója, Nagy Imre veje (* 1916)
- október 27. – Lise Meitner, osztrák-svéd atomfizikusnő (* 1878)
- november 7. – Hamvas Béla, író, filozófus (* 1897)
- november 10. – Kiss Árpád kémikus, az MTA tagja (* 1889)
- november 24. – Dobi István politikus, miniszter, magyar miniszterelnök, a Magyar Népköztársaság Elnöki Tanácsának elnöke (* 1898)
- november 28. – Enid Blyton, angol írónő (* 1897)
- december 1. – Kovács Péter, sorozatgyilkos
- december 20. – John Steinbeck, amerikai író, aki 1962-ben irodalmi Nobel-díjban részesült (* 1902)
- december 24. – Kolosváry Gábor zoológus, entomológus, hidrobiológus, paleontológus, az MTA tagja (* 1901)
- december 29. – Faragó Sándor magyar tanító, iskolaigazgató, az Ideiglenes Nemzetgyűlés képviselője (* 1892)

## Nobel-díjasok
- A Nobel-díjat a svéd Alfred Nobel alapította, 1901 óta adják át, melyet a Svéd Királyi Tudományos Akadémia ítél oda a tudomány, az irodalom és humanitárius területen kimagasló eredményt elért magánszemélyeknek, illetve intézményeknek.

| Fizikai            | Luis Walter Alvarez                                             |
| Kémiai             | Lars Onsager                                                    |
| Orvosi-fiziológiai | Robert W. Holley, Har Gobind Khorana, Marshall Warren Nirenberg |
| Irodalmi           | Kavabata Jaszunari (Yasunari Kawabata)                          |
| Béke               | René Cassin                                                     |